# Жаковиці (Кутновський повіт)
Жаковиці (пол. Żakowice) — село в Польщі, у гміні Кшижанув Кутновського повіту Лодзинського воєводства.
Населення — 87 осіб (2011).
У 1975—1998 роках село належало до Плоцького воєводства.

## Демографія
Демографічна структура станом на 31 березня 2011 року:
|          | Загалом | Допрацездатний вік | Працездатний вік | Постпрацездатний вік |
| -------- | ------- | ------------------ | ---------------- | -------------------- |
| Чоловіки | 37      | 7                  | 24               | 6                    |
| Жінки    | 50      | 18                 | 24               | 8                    |
| Разом    | 87      | 25                 | 48               | 14                   |